# Bărbulețu
Bărbulețu es una comuna ubicada en el distrito de Dâmbovița, Rumania.

## Superficie
Posee una superficie de 24,66 kilómetros cuadrados.

## Demografía
Hasta 2021 la población era de 2005 habitantes, con una densidad de población de 81,31 habitantes por kilómetro cuadrado.